# Търкалящ лагер
Търкалящите лагери са лагери, при които между вътрешен и външен пръстен вместо смазочна течност, както при плъзгащите лагери, се намират търкалящи тела, които намаляват триенето. Това са най-масово разпространените лагери. Те служат за закрепване на оси и валове. Според вида си те могат да поемат радиални или аксиални сили и същевременно да осъществяват ротацията на вала или на лагерувания на оста машинен елемент (например колело). Между трите основни компонента: вътрешен пръстен, външен пръстен и търкалящи тела триенето се привежда в триене при търкаляне. Ако пръстените са закалени и търкалянето се осъществява с оптимално смазване, силата на триене е относително малка.